# Clube Atlético Mineiro
Clube Atlético Mineiro, brasiliansk fotbollsklubb som spelar i Brasiliens högsta liga. Klubben kommer från Belo Horizonte, Minas Gerais och grundades 25 mars 1908.
Klubben har ett samarbetsavtal med Hisingeklubben BK Häcken. 2007 kom Jose Antonio Perreira till BK Häcken från Atletico Minerio.

## Meriter
- Copa Libertadores 1: 2013
- Copa CONMEBOL 2: 1992 och 1997
- Campeonato Brasileiro 2: 1971 och 2021
- Mineiro Championship 47: 1915, 1926, 1927, 1931, 1932, 1936, 1938, 1939, 1941, 1942, 1946, 1947, 1949, 1950, 1952, 1953, 1954, 1955, 1956, 1958, 1962, 1963, 1970, 1976, 1978, 1979, 1980, 1981, 1982, 1983, 1985, 1986, 1988, 1989, 1991, 1995, 1999, 2000, 2007, 2010, 2012 och 2013, 2015, 2017, 2020, 2021, 2022
- Copa do Brasil 2: 2014 och 2021
- Supercopa do Brasil 1: 2022